# سامورایی (مجموعه تلویزیونی)
سامورایی (انگلیسی: The Samurai) یک مجموعه تلویزیونی داستانی تاریخی ژاپنی و برنامه تلویزیونی ساخته شده توسط سنکوشا پروداکشن در اوایل دهه ۱۹۶۰ است.